# Ifangni
Ifangni är en kommun i departementet Plateau i Benin. Kommunen hade 116 282 invånare år 2013.